# Грановский, Александр Михайлович (политик)
Алекса́ндр Миха́йлович Грано́вский (род. 25 декабря 1979 года, Киев, УССР) — украинский олигарх, политик, рейдер, народный депутат Верховной рады Украины VIII созыва от партии «Блок Петра Порошенко».
Согласно материалам расследований, неоднократно становился фигурантом уголовных дел и подозревался в создании и организации коррупционных схем. В частности, он является фигурантом ряда антикоррупционных расследований по факту мошеннических афер, по поводу политической коррупции, по поводу властных и налоговых злоупотреблений. Во времена президентства Петра Порошенко его называли «куратором президента в судах и прокуратуре», журналисты неоднократно снимали его встречи с судьями и прокурорами.

## Биография
Александр Грановский родился 25 декабря 1979 года в Киеве. Учился в столичной школе № 86, сейчас это гимназия с углубленным изучением иностранных языков.

### Образование
В 2001 году окончил Международный Соломонов университет по специальности «Экономика и предпринимательство» (или «Финансы») и получил квалификацию бакалавр экономики.
В 2016 году окончил Тернопольский национальный экономический университет по специальности «Правоведение» и получил квалификацию бакалавра права.
В 2018 году в Тернопольском национальном экономическом университете по специальности «Право» получил квалификацию магистра права.

### Бизнес
С 2001 по 2007 год работал коммерческим директором сети торгово-развлекательных центров «Караван».
С 2007 по 2009 год — партнёр американо-украинского коммерческого архитектурного бюро «Laguarda Low Design and Development».
С 2009 по 2014 год — председатель совета директоров «Assofit Holdings Limited».
С 2010 по 2014 год Александр Грановский был председателем наблюдательного совета холдинговой компании «Assofit Holdings Limited».

## Политическая деятельность
С 25 мая до 30 ноября 2014 года был депутатом Киевского городского совета от партии «Удар» под № 23, входил в состав комиссии по вопросам бюджета и социально-экономического развития и временной контрольной комиссии по вопросам проверки коммунальных предприятий территориальной общины города Киева и других субъектов хозяйствования, в уставных фондах которых есть доля имущества территориальной общины Киева.
На выборах 26 октября 2014 года прошёл в Верховную раду под № 58 в списке Блока Петра Порошенко. В парламенте избран главой подкомитета по вопросам гражданского, хозяйственного и административного судопроизводства Комитета Верховной Рады Украины по вопросам правовой политики и правосудия, член комитета ВР по вопросам правовой политики и правосудия.
1 ноября 2018 года был включён в список украинских физических лиц, против которых российским правительством введены экономические санкции.
29 мая 2019 года Александр Грановский вышел из партии «Блок Петра Порошенко».
На досрочных парламентских выборах 2019 года баллотировался по 169 мажоритарному округу (Киевский и часть Московского района города Харьков), получив 15,88 % (11 557 голосов). Уступил кандидату от партии «Слуга народа» Александру Куницкому (47,99 %, 34 908 голосов).

### Лишение Саакашвили украинского гражданства
В ноябре 2016 года бывший президент Грузии и экс-глава Одесской области Михаил Саакашвили обвинил Александра Грановского и Игоря Кононенко в том, что те по указанию президента Петра Порошенко занимаются подготовкой вопроса о лишении политика гражданства Украины. Народный депутат Александр Грановский назвал эти обвинения в свой адрес не имеющими общего с реальной жизнью.

### Подкуп голосов депутатов Верховной рады
В декабре 2016 года беглый депутат и предприниматель Александр Онищенко заявил, что он участвовал в подкупе голосов депутатов Верховной рады для Петра Порошенко совместно с Игорем Кононенко и Александром Грановским. Александр Грановский отверг эти обвинения, заявив, что никогда не общался с Онищенко лично, потому и делами последнего не интересовался.

### Влияние на судебную систему Украины
Ряд украинских СМИ, журналистов называли Грановского «куратором президента в судах и прокуратуре» во время президентства Петра Порошенко. Журналисты неоднократно снимали его встречи с судьями и прокурорами. В частности съемочная группа программы «Схемы» зафиксировала, как Грановский встречается с председателем Окружного административного суда Киева Павлом Вовком, ключевого суда первой инстанции, в котором решаются споры, где одной из сторон являются органы власти. Также Грановский несколько раз приезжал на встречу к директору НАБУ Артему Сытнику, чтобы «поговорить об антикоррупционном суде»».

#### Причастность к побегу и похищению судьи Чауса
14 ноября 2016 года пресс-служба НАБУ сообщила, что 11 ноября Интерпол объявил Николая Чауса в международный розыск. Он нелегально пересек границу с Молдовой, где попросил политического убежища и ждал рассмотрения его экстрадиции в Украину.
Согласно материалу «Украинской правды» на основе текста официальных показаний Николая Чауса и бывшего заместителя главы Офиса президента Андрея Смирнова, предоставленных ими в августе-сентябре 2021 года следователям СБУ, Александр Грановский участвовал в вывозе судьи в Молдову в 2016 году.
В расследовании журналистов «Слідство.Інфо» также говорится, что Грановский причастен к незаконному выезду Чауса за границу, они цитировали документы из дела. Версия о причастности Грановского совпадает и со словами жены Чауса. Именно упомянутые два адвоката, по утверждению женщины, якобы представлялись «от Порошенко».
В начале апреля 2021 года адвокат Чауса заявил, что экс-судью похитили в Кишиневе. Похищение официально подтвердила Молдова. По официальной информации молдавского следствия, похитителями были «иностранные граждане», которые вели переписку на украинском. Из Кишинева они выехали в Украину. По мнению журналиста Владимира Бойко, Чаус был похищен по заказу Александра Грановского из-за угрозы экстрадиции.
Собственно, Александр Михайлович и доставил Чауса в Молдову в августе 2016 года с помощью нынешнего главы Службы внешней разведки Валерия Кондратюка (в то время — начальника ГУР МО Украины) и заместителя начальника ГУР МО Украины Василия Бурбы. В течение пяти лет Грановский обеспечивал проживание в Кишиневе Чауса и его жены и осуществлял юридическое сопровождение предоставления экс-судье политического убежища. Впрочем, безрезультатно — в марте 2021 года Верховный Суд Молдовы окончательно отказал Чаусу в статусе беженца.Владимир Бойко

## Рейдерство
По информации издания «Зеркало недели», Александр Грановский и Андрей Адамовский попытались отобрать у компаньонов 35 млн долларов. В 2010 году Адамовский и Грановский вместе с компаньонами Андреем Малицким и Игорем Филипенко продали сети ТНК свою сеть заправок «ВикОйл». Сумма сделки составила 71 млн долларов, эти деньги попали на счет компании «Оледо», принадлежавшей всем четырем компаньонам. Однако в течение нескольких дней, пользуясь правом односторонней подписи, Адамовский и Грановский перевели 71 млн на счет своей только что созданной компании Stockman Interhold SA. Малицкий и Филипенко подали в суд Британских Виргинских островов. В 2014 году суд решил, что Адамовский и Грановский должны вернуть бывшим компаньонам 35 млн долларов.
Согласно расследованию программы «Наши гроши с Денисом Бигусом», Грановский и Адамовский также причастны к рейдерскому захвату торгового центра «Sky Mall» в Киеве. В 2006-м году эстонский бизнесмен Хиллар Тедер начал строительство «Sky Mall». В 2009-м из-за финансового кризиса Тедер решил привлечь соинвесторов в свою компанию Arricano Real Estate PLC. Адамовский должен был инвестировать 40 млн долларов, выкупив у Arricano половину корпоративных прав в главной фирме проекта Assofit Holdings Limited, а через полгода или конвертировать инвестицию в долю в самой Arricano, или же продать свою долю обратно Тедеру уже за 50 млн. Но в определенное время Андрей Адамовский не сделал ни то, ни другое. Он начал поднимать стоимость своей доли в 50 млн. долларов. Тедер обратился в Лондонский суд и в 2014 году тот признал за ним право выкупа в соответствии с договором. Однако пока Тедер судился, Stockman Interhold SA созвал собрание акционеров Assofit Holdings Limited и уволил из совета директоров всех представителей Arricano. В сентябре 2014 года они перерегистрировали фактического владельца ТРЦ «Sky Mall» ООО «Призма бета» в Луганске. Ее 100%-ным владельцем вместо Assofit Holdings стала нидерландская компания Financing and Invest Solutions B.V.
Впоследствии, «Sky Mall» частично вывели в собственность банк «Пивденный», который связывают с Адамовским, путем махинаций с кредитами. Руководителем компании Assofit Holdings Limited, через которую в «Sky Mall» инвестировал Адамовский, был Александр Грановский. Он возглавлял фирму с марта 2010 года по ноябрь 2014 года, то есть на протяжении всей истории с отчуждением «Sky Mall» в банк «Пивденный».

## Коррупционные скандалы

### Международный розыск через коррупционную схему на ОПЗ
Одно из самых громких обвинений касалось участия Грановского в организации коррупционных схем вокруг Одесского припортового завода. В октябре 2022 года Национальное антикоррупционное бюро Украины вместе со Специализированной антикоррупционной прокуратурой объявили Грановского в розыск.
По версии следствия, он руководил схемой, по которой завод продавал минеральные удобрения по заниженным ценам определенной компании, которая затем перепродавала товар по рыночным ценам. Эта схема действовала в течение 2015 года и нанесла заводу ущерб более чем на 93 миллиона гривен.
В декабре 2022 года, Высший антикоррупционный суд Украины заочно арестовал Александра Грановского, однако 20 августа 2024 года ВАКС отменил подозрение от НАБУ бывшему народному депутату Грановскому, которого обвиняли в организации коррупционной схемы на АО «Одесский припортовый завод», которая нанесла ущерб на 93,3 млн гривен, что вызвало много дискуссий среди общественности и экспертов, которые продолжают утверждать о возможной причастности Грановского к этой коррупционной схеме.

### Строительные аферы
В статье издания «Зеркало недели», посвященной деятельности Александра Грановского, говорится, что он вместе с Андреем Адамовским несколько раз обманули инвесторов торгового центра.
В 2008 году Грановский и Адамовский предложили потенциальным арендаторам инвестировать в строительство ТЦ «Парк Горького» в Киеве. С каждого инвестора они собрали по несколько десятков тысяч долларов, мотивируя это тем, что у каждого из них будет по две точки в «Парке Горького» и по две точки — в торговом центре в Севастополе. Через год деньги инвесторов исчезли, ссылаясь на мировой финансово-экономический кризис.
Через некоторое время, земля под застройку и проект торгового центра были проданы французской группе SCC за 80 млн долларов. Первую половину суммы французы заплатили сразу, вторую — задержали из-за невыполнения Адамовским своей части условий. Дело попало в суд, который заставил SCC заплатить всю сумму.

### Вывод активов из «Черномортехфлота»
Согласно расследованию «Наши гроши», Александр Грановский вместе с Борисом Кауфманом причастен к выводу активов из компании «Черномортехфлот», которая должна государству более 70 миллионов гривен. Одесский апелляционный хозяйственный суд 15 мая 2014 года обязал ПАО «Черномортехфлот» вернуть «Администрации морских портов» более 70 млн грн. В 2010 году порт «Южный» нанял «Черномортехфлот» для строительства перегрузочного комплекса на причале №10. Стоимость договора составила 512,96 млн грн. В соответствии с соглашением, порт перечислил «Черномортехфлоту» 73,39 млн грн. аванса. Из этой суммы лишь 9,85 млн грн. пошло на выполнение подряда. Остальные деньги были перечислены созданному незадолго до этого «Арида Инвесту» для закупки свай, которые фирма в порт так и не поставила.
Тем не менее, в начале мая 2014 года Хозяйственный суд Одесской области возбудил против «Черномортехфлота» дело о банкротстве по иску Пенсионного фонда за долг в 6 млн грн. Общая сумма задолженности предприятия оценивалась в более 360 млн грн., погасить которую «Черномортехфлот» не мог. За 2013 год его активы уменьшились с 370 млн грн. до около 20 млн грн.
В 2006 году контроль над «Черномортехфлотом» оформили структуры, близкие к Борису Кауфману и Александру Грановскому. Их представители вошли в наблюдательный совет компании.

### Причастность к «Трейд Коммодити» и государственным тендерам
По информации журналистов программы «Наши гроши с Денисом Бигусом», Александр Грановский и Андрей Адамовский причастны к ООО «Трейд Коммодити», которое выигрывало государственные тендеры на поставку топлива.
Формально единоличным владельцем и руководителем ООО «Трейд Коммодити», которая за последние два года выиграла топливных тендеров на 7,11 млрд грн, является Вадим Майко из Каменского. Он живет в обычном многоквартирном доме в Каменском и не имеет машины. Однако в интервью руководителя Государственного резерва Вадима Мосийчука изданию OilNews, Мосийчук заявил, что когда у Госрезерва возник конфликт с «Трейд Коммодити» по поставкам топлива, то к нему на переговоры приходил именно Адамовский. По информации журналистов «Наши гроши», он представлялся владельцем компании.
Вместе с тем, согласно данным имущественного реестра в начале 2016 года «Трейд Коммодити» заняло 7,5 млн долл. и 81 млн грн. в близком к Адамовскому банке «Пивденный». Этот же банк появился в декларации Александра Грановского: народный депутат взял кредит в 800 тыс грн.
Согласно журналистскому расследованию, именно «Трейд Коммодити» закупало некачественное топливо у ряда фирм, в отношении которых было открыто уголовное производство. Это топливо затем продавалось под видом бензина марок А-80, А-92, А-95 и дизельного топлива.

## Расследования

### Использование приемной нардепа для «защиты» бизнеса
Согласно данным общественного движения «Честно», Александр Грановский, вероятно, использовал свои приемные народного депутата Украины для «защиты» бизнеса. Так, площадь приемного кабинета народного депутата от Блока Петра Порошенко Грановского составляет 34 кв. м. и расположена на пятом этаже столичного бизнес-центра «Евразия» по адресу ул. Жилянская, 75. Однако табличка «Приемная народного депутата Александра Грановского» висит на дверях перед помещением значительно большей площади - 790 кв. м. За этой табличкой также расположен кабинет бизнесмена Андрея Адамовского, компания «Межрегиональный инвестиционный союз», которую возглавляет Людмила Пархоменко.

### Причастность к делу Насирова
Также Грановский фигурировал в расследовании программы «Схемы: коррупция в деталях» о том, как директор Киевского научно-исследовательского института судебных экспертиз Александр Рувин пытался отменить ключевую экспертизу по делу Романа Насирова. В мае 2016 года журналисты «Схем» зафиксировали Александра Рувина в киевском ресторане бизнес-центра «Леонардо» в компании народного депутата Александра Грановского.

### Бесплатная охрана СБУ
По данным расследования программы «Наши гроши», Александр Грановский с июля 2015 года пользуется бесплатной охраной Службы безопасности Украины. По словам народного депутата, это связано с тем, что он выступает в качестве свидетеля в одном из уголовных дел.

### Незадекларированные люксовые авто
Является фигурантом журналистского расследования «Скрытый автопарк депутата Грановского» программы «Схемы: коррупция в деталях». Журналистам удалось определить автомобили, которые находятся постоянно в пользовании Александра Грановского[74]. Из числа 8-ми автомобилей Александр Грановский в декларациях за 2015-2017 годы задекларировал только 1 авто, а именно Toyota Land Cruiser 200, который находится в аренде народного депутата.
Также Александр Грановский, отметив на праве пользования только 1 авто не указал сумму аренды за него в своих расходах. По мнению журналистов программы «Схемы: коррупция в деталях», то, что Грановский не может официально задекларировать все авто, которые находятся в его распоряжении, является признаками возможного незаконного обогащения в действиях народного депутата Украины.

### Нарушение требований финансового контроля
Как утверждает в своем блоге на «Украинской правде» Егор Фирсов, Грановский не задекларировал 700 тыс. долларов. Такие выводы он сделал, прочитав распечатку заседания Лондонского суда. Фирсов утверждает, что эти средства были получены за организацию захвата ТРЦ «Sky Mall». Фирсов отмечает, что за 2016 год Грановский заработал 520 тыс. гривен. При этом, по его данным, наибольшая сумма, которую задекларировал Грановский в течение предыдущих лет, составляла чуть более 200 тыс. грн. Наличными же он хранит почти миллион долларов.
Егор Фирсов обратился в Министерство внутренних дел, Генеральную прокуратуру и Национальное антикоррупционное бюро с требованием провести расследование и выяснить причину отсутствия суммы в 700 тыс. гривен в декларации. Он отмечает, что расследование проведено не было.

### Обвинения в связях с изданием «Буквы»
В 2019 году депутат Киевского областного совета Вячеслав Соболев обвинил Александра Грановского и издание «Буквы» в информационной кампании против себя . Советник руководителя Офиса Президента Украины Сергей Лещенко также утверждал, что издание «Буквы» связано с Грановским.
15 февраля 2021 года издание «Буквы» опубликовало материал «Как ботофермы власти поддерживают Зеленского и уничтожают его оппонентов». Заместитель председателя фракции «Слуга народа» Евгения Кравчук отрицала связь провластной фракции с сетью ботов в соцсетях, где длительное время распространялся контент в поддержку президента Владимира Зеленского и его действий. Также она намекнула на необъективность издания «Буквы» из-за связи с бывшим народным депутатом от « Блока Петра Порошенко» Александром Грановским.

## Семья
У Александра Грановского есть две дочери, гражданки США — Нонна Александра и Ася Александра.

## Доходы
В электронной декларации за 2017 год Грановский указал две квартиры в Киеве (площадью 95 м² и 184,5 м²) и предметы интерьера, девять пар часов брендов Breguet, Rolex, Patek Philippe и другие. В его декларации также были указаны коллекция из 16 картин, автомобиль BMW X5 и аренда автомобиля Toyota Land Cruiser 200. Александр Грановский получил за год депутатскую зарплату в размере 228 258 гривен. Он взял кредит в банке «Пивденный» размером в 800 тыс. гривен. Наличными у нардепа было 758 тыс. долларов, 9 тыс. евро и 13 тыс. швейцарских франков.